# Dianshui
Dianshui (kinesiska: 靛水) är ett stadsdelsdistrikt i sydvästra Kina. Det ligger i Pengshui härad i storstadsområdet Chongqing, omkring 150 kilometer öster om det centrala stadsdistriktet Yuzhong. Antalet invånare är 18 288. Befolkningen består av 8 878 kvinnor och 9 410 män. Barn under 15 år utgör 27,0 %, vuxna 15-64 år 59 %, och äldre över 65 år 13,0 %.